# Ciencia (México)
Ciencia; Revista Hispano-Americana de Ciencias Puras y Aplicadas (abreviado Ciencia (México)) fue una publicación de divulgación científica de periodicidad trimestral con descripciones botánicas editada por el Patronato de Ciencias de México entre 1940 y 1975 bajo el ISSN 0185-0806, y que constó de 29 volúmenes. Su fundador y primer director fue Ignacio Bolívar y Urrutia, naturalista y entomólogo español refugiado en México tras la Guerra civil.
En 1979 se hizo cargo de la revista la Academia Mexicana de Ciencias y volvió a publicarse en 1980, bajo el ISSN 0185-075X, siendo conocida como Ciencia: Academia de la Investigación Científica. Constó de 33 volúmenes y se publicó hasta 1996, cuando fue renombrada a Ciencia: Revista de la Academia Mexicana de Ciencias y su ISSN cambió a 1405-6550.